# 21551 Geyang
21551 Geyang este un asteroid din centura principală de asteroizi.

## Descriere
21551 Geyang este un asteroid din centura principală de asteroizi. A fost descoperit pe 17 august 1998 la Socorro, New Mexico, în cadrul proiectului LINEAR. Asteroidul prezintă o orbită caracterizată de o semiaxă mare de 3,10 ua, o excentricitate de 0,04 și o înclinație de 9,2° în raport cu ecliptica.